# Pavetta microphylla
Pavetta microphylla är en måreväxtart som beskrevs av Emilio Chiovenda. Pavetta microphylla ingår i släktet Pavetta och familjen måreväxter.
Artens utbredningsområde är Somalia. Inga underarter finns listade i Catalogue of Life.